# Pau (pare de Maurici)
Pau fou el pare de l'emperador romà d'Orient Maurici. Va ser membre del senat. Ell i els altres fills es van beneficiar de l'ascens al poder de Maurici, el qual ho va aconseguir per la seva amistat amb els anteriors emperadors. Teòfanes el Confessor data la mort de Pau el 593.

## Genealogia
La seva genealogia és la següent:
- Pau, casat amb Joana (+ 605 o 607)
  - Maurici (emperador) 582-602
    - Teodosi (+603)
    - Tiberi (+602)
    - Pere (+602)
    - Pau (+602)
    - Justí (+602)
    - Justinià (+602)
    - Anastàsia (+605 o 607)
    - Teocrista (+605 o 607)
    - Cleòpatra (+605 o 607)
    - Sopatra
    - Maria, suposada dona d'Ormazd IV de Pèrsia

  - Pere o Petrus, dux de Tràcia i curopalata (+602)
  - Gordiana, casada amb Filípic dux d'Orient
  - Teocrista
  - Damiana

## Orígens
Segons l'historiador Evagri d'Epifania, Pau tenia avantpassats que el connectaven amb l'antiga Roma, afirmació probablement inventada per donar importància i justificació a l'ascens al tron del seu fill Maurici, ja que el lloc de naixement d'aquest era Arabissus, una ciutat de Capadòcia relativament insignificant. Justinià I li va donar més rellevància, convertint aquesta ciutat en centre de reclutament i en punt de partida del seu exèrcit en la ruta cap a Caesarea Mazaca (actual Kayseri) en direcció a Comana i Melitene.

## Arribada a Constantinoble
La primera font documental que esmenta Pau és la "Història Eclesiàstica" de Joan d'Efes. Diu el següent: «Al començament del seu regnat, l'emperador va fer venir el seu pare, un home d'edat anomenat Pau, i la seva mare, i el seu germà anomenat Pere, i les seves dues germanes, una de les quals era vídua i l'altra l'esposa de Filípic. […] I tot seguit va fer el seu pare president del senat i cap de tots els patricis, i li va donar a ell i al seu fill Pere, el germà de l'emperador, tota la propietat del gran patrici Marcel, germà de l'anterior emperador Justí, que no eren sinó els dominis de l'Estat, amb les seves cases incloses i els terrenys corresponents, i or i plata, i la vestimenta i cada cosa que tenia sense excepció.» Després, Maurici li va donar una casa propera a l'església de Santa Sofia i habitacions al palau reial. Un familiar anomenat Domicià, va ser nomenat bisbe de Malatya, però el cronista no especifica quina mena de parentiu tenia amb Pau.
El nepotisme d'aquest emperador ha estat tingut en compte per alguns historiadors (Averil Cameron, Bryan Ward-Perkins, i Michael Whitby) com una de les causes que el van fer impopular entre els seus súbdits. Així com el seu antecessor en el càrrec, l'emperador Tiberi II, va buidar les arques de l'Estat amb la seva generositat, Maurici va acaparar per a ell i la seva família molts diners procedents de l'imperi.

## Matrimonis i descendència
Pau sembla que es va casar dues vegades, tot i que el noms de la segona és desconeguts. Joan d'Efes diu que el 582 encara estava casat amb la mare de Maurici. Teòfanes el Confessor diu que Maurici va estar en la celebració del matrimoni del seu pare, probablement es refereix a un segon matrimoni. Pau va tenir com a mínim els següents fills coneguts:
- Maurici (539-602), que quan l'emperador el va nomenar successor, va afegir els noms d'aquell al seu, passant a dir-se Flavi Tiberi Maurici.
- Pere(c. 545 – 602), curopalata, juntament amb Prisc i Comentiolos, fou un dels tres generals en cap de les batalles als Balcans.
- Gòrdia, casada amb Filípic el duc d'Orient. Va ser la promotora de la construcció d'un monestir dedicat a sant Mammès.[9] Aquesta dada procedeix del llibre Scriptores originum Constantinopolitarum i podria ser una afirmació errònia. En la Prosopografia del Darrer Imperi Romà els autors consideren més probable que Gòrdia fes una ampliació d'aquest monestir que ja existia i l'hauria estat construït per Farasmanes.[10]
- Teoctista. Vídua amb anterioritat a la proclamació del seu germà Maurici. Es conserva una carta escrita per ella i adreçada al papa Gregori el Gran.
- Damiana, mare d'Atenogenes, bisbe de Petra a Aràbia.[11]